# Cloperastina
La cloperastina o cloperastina fendizoato es un fármaco antitusígeno que actúa sobre el sistema nervioso central. También presenta cierta actividad antihistamínica y reductora de los espasmos bronquiales. El efecto de la cloperastina aparece a los 20-30 minutos de su administración y dura unas 3-4 horas.
La cloperastina no crea adicción, pero puede provocar somnolencia y se recomienda precaución en la conducción y el manejo de vehículos. Es un medicamento antitusígeno que tiene doble acción, una acción central selectiva sobre el centro bulbar de la tos, (sin alterar los centros ni las vías respiratorias), y una acción periférica que actúa localmente, en el punto donde se produce la irritación, reduciendo la inflamación e irritación de la mucosa respiratoria, lo que permite su utilización como tratamiento sintomático de la tos de cualquier etiología.